# Herbert Haag
Herbert Haag (Singen (Hohentwiel), 11 febbraio 1915 – Lucerna, 23 agosto 2001) è stato un teologo e presbitero svizzero.

## Biografia
Dopo il diploma di maturità conseguito nel 1934 a Feldkirch nel liceo dei gesuiti Stella Matutina, Haag ha studiato filosofia e teologia a Roma. Nel 1939 si è trasferito a Parigi per completare gli studi all'Institut catholique de Paris e nel 1940 è stato ordinato prete per la diocesi di Basilea. Ha studiato successivamente a Friburgo e nel 1942 ha conseguito il dottorato in teologia. Dal 1942 al 1960 è stato professore di Antico Testamento all'università di Lucerna, poi (dal 1960 al 1980) ha insegnato all'università di Tubinga. Ritiratosi dall’insegnamento, ha fatto ritorno a Lucerna.
Haag è stato uno studioso di fama internazionale sull'Antico Testamento ed è stato curatore editoriale di un dizionario biblico, il Bibel-Lexikon. Ha scritto una sessantina di volumi, alcuni dei quali sono stati oggetto di critiche e ammonimenti  da parte della Congregazione per la dottrina della fede. In un libro pubblicato nel 1969 Haag ha messo in dubbio l’esistenza del diavolo, mentre in alcuni dei suoi libri successivi ha criticato alcune parti della dottrina della Chiesa cattolica come il peccato originale, la successione apostolica e il celibato ecclesiastico. Nel 1985 Haag ha fondato la Stiftung Für Freiheit in der Kirche (Fondazione per la libertà nella Chiesa). Nel 1997 ha pubblicato un libro (tradotto in italiano con il titolo Da Gesù al sacerdozio) in cui si sostiene che la creazione del sacerdozio non può essere fatta risalire a Gesù, che in realtà non voleva accanto a sé sacerdoti. Per le sue posizioni, i vescovi svizzeri gli hanno revocato pubblicamente la fiducia come teologo.

## Libri principali
- Bibel-Lexikon, Einsiedeln: Benziger,  1956, come curatore editoriale (in italiano: Dizionario biblico, Cittadella, 1997)
- Biblische Schöpfungslehre und kirchliche Erbsündenlehre. Stuttgarter Bibelstudien 10, Stuttgart: Katholisches Bibelwerk, 1966 (in italiano: Dottrina biblica della creazione e dottrina ecclesiastica del peccato originale, Queriniana, 1970)
- Abschied vom Teufel. Einsiedeln: Benziger, 1969 (in italiano: La liquidazione del diavolo?, Queriniana, 1970)
- Teufelsglaube, Katzmann, Tübingen, 1980
- Der Gottesknecht bei Deuterojesaja. Erträge der Forschung 233. Darmstadt: Wissenschaftliche Buchgesellschaft, 1985
- Con Katharina Elliger (coautrice), "Stört nicht die Liebe": Die Diskriminierung der Sexualität – ein Verrat an der Bibel. Olten, Switzerland, and Freiburg im Breisgau, Germany: Walter, 1986
- Mein Weg mit der Kirche, Benziger, Zürich 1991
- Worauf es ankommt. Wollte Jesus eine Zwei-Stände-Kirche?, Herder Verlag, Freiburg im Breisgau, 1997 (in italiano: Da Gesù al sacerdozio, Claudiana, 2001)
- Nur wer sich ändert, bleibt sich treu: Für eine neue Verfassung der katholischen Kirche. Freiburg im Breisgau: Herder, 2000.